# Blake Shelton

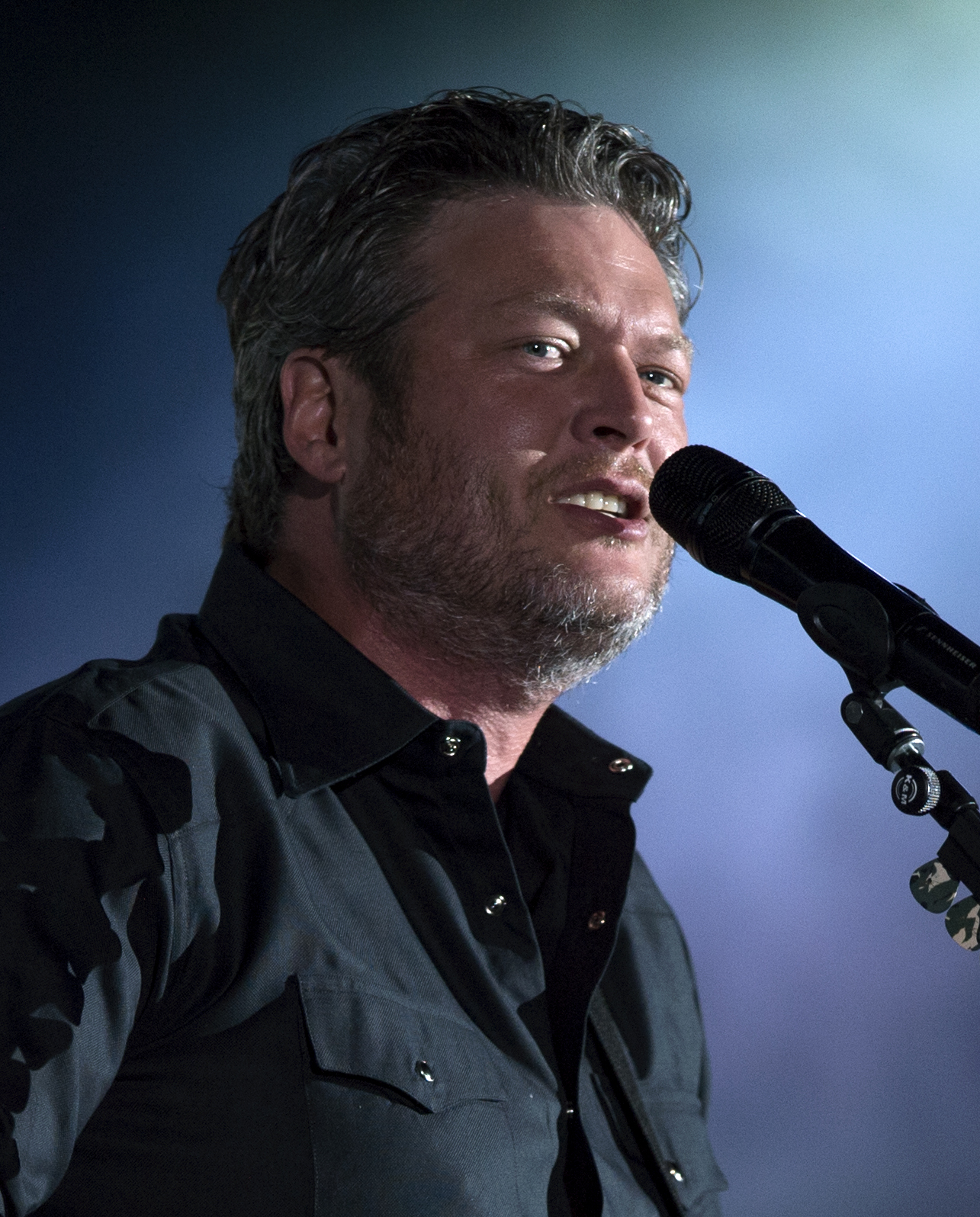
Blake Shelton (2017)

Blake Tollison Shelton (* 18. Juni 1976 in Ada, Oklahoma) ist ein US-amerikanischer Country-Sänger und Songschreiber. Er hatte 2019 mit God’s Country seinen 14. Nummer-1-Hit in den Country-Charts.

## Biografie
Blake Shelton wurde in Oklahoma geboren und begann schon in früher Kindheit zu singen. Im Alter von 16 Jahren wurde er mit dem „Denbo Diamond Award“ ausgezeichnet, den der Staat Oklahoma an junge Entertainer vergibt. Mit 17 zog er nach Nashville, um professioneller Country-Musiker zu werden.
1998 erhielt Shelton bei Warner Brothers einen Plattenvertrag. 2001 war zunächst geplant, den Song I Wanna Talk About Me als Sheltons erste Single zu veröffentlichen; die Plattenfirma entschied sich allerdings kurzfristig um, weil sie den Titel als Debüt nicht für erfolgversprechend hielt. Der Song wurde später ein Nummer-1-Hit für Toby Keith. Stattdessen wurde die Ballade Austin Sheltons Debütsingle, die sich fünf Wochen auf Platz 1 der Country-Charts hielt und Platz 18 der Pop-Charts erreichte. Der Song stammte aus Sheltons Debütalbum Blake Shelton, aus dem auch die Titel All Over Me und Ol' Red ausgekoppelt wurden, die ebenfalls die Top 20 der Country-Charts erreichten.
Sheltons zweites Album The Dreamer erschien im Februar 2003, und die Auskopplung The Baby konnte sich zwei Wochen auf Platz 1 der Country-Charts halten. 2004 erschien Sheltons drittes Studioalbum Blake Shelton’s Barn & Grill; der Titel Some Beach wurde seine dritte Nummer-1-Single. Die beiden nächsten Auskopplungen, ein Cover von Conway Twittys Single Goodbye Time aus dem Jahr 1988 und Nobody But Me konnten sich ebenfalls in den Top 10 platzieren. Alle drei Alben wurden von Bobby Braddock produziert und erreichten Goldstatus.
Sheltons viertes Album mit dem Titel Pure BS erschien 2007, das 2008 bei einem Rerelease hinzugefügte und ausgekoppelte Michael-Bublé-Cover Home wurde Sheltons vierte Nummer-1-Single. Im selben Jahr saß Shelton in der Jury der Castingshows Nashville Star und Clash of the Choirs.
Im November 2008 erschien Blake Sheltons fünftes Album Startin’ Fires. Mit der Singleauskopplung She Wouldn’t Be Gone nahm er im Februar 2009 erneut die Spitze der Country-Charts ein. Im gleichen Jahr folgte ebenso erfolgreich Hillbilly Bone, ein Duett mit Trace Adkins, für das Shelton mit einem ACM Award als „Vocal Event of the Year“ ausgezeichnet wurde. 2010 hatte Shelton mit All About Tonight seinen siebten Nr.-1-Hit. Fast immer konnten sich Sheltons Songs auch in den US-amerikanischen Pop-Charts platzieren. 2013 hatte er in der Sitcom Malibu Country einen Gastauftritt.
2017 wurde er von der Zeitschrift People zum „Sexiest Man Alive“ gekürt. Bei den People’s Choice Awards gewann er in der Kategorie The Country Artist of 2020.
2024 veröffentlichte er eine Coverversion des Songs The Unknown Stuntman (im Original von Lee Majors für die Fernsehserie Ein Colt für alle Fälle interpretiert) für den Film The Fall Guy.

### Privatleben
2003 heiratete Shelton seine langjährige Freundin Kaynette Williams; die Ehe wurde 2006 geschieden. 2011 heiratete er seine Kollegin Miranda Lambert; 2015 trennte sich das Paar. Im Herbst 2015 wurde bekannt, dass er mit der Sängerin Gwen Stefani liiert ist. 2021 heiratete das Paar.

## Diskografie

### Studioalben
| Jahr | Titel                        | Höchstplatzierung, Gesamtwochen, AuszeichnungChartplatzierungen (Jahr, Titel, Platzierungen, Wochen, Auszeichnungen, Anmerkungen) | Höchstplatzierung, Gesamtwochen, AuszeichnungChartplatzierungen (Jahr, Titel, Platzierungen, Wochen, Auszeichnungen, Anmerkungen) | Anmerkungen                              |
| Jahr | Titel                        | US | Country | Anmerkungen                              |
| ---- | ---------------------------- | --- | --- | ---------------------------------------- |
| 2001 | Blake Shelton                | US45 Platin · (29 Wo.)US | Country3 (99 Wo.)Country | Erstveröffentlichung: 31. Juli 2001      |
| 2003 | The Dreamer                  | US8 Gold · (12 Wo.)US | Country2 (45 Wo.)Country | Erstveröffentlichung: 4. Februar 2003    |
| 2004 | Blake Shelton’s Barn & Grill | US20 Platin · (52 Wo.)US | Country3 (90 Wo.)Country | Erstveröffentlichung: 26. Oktober 2004   |
| 2007 | Pure BS                      | US8 Gold · (40 Wo.)US | Country2 (78 Wo.)Country | Erstveröffentlichung: 1. Mai 2007        |
| 2008 | Startin’ Fires               | US34 (18 Wo.)US | Country7 (70 Wo.)Country | Erstveröffentlichung: 18. November 2008  |
| 2011 | Red River Blue               | US1 ×2Doppelplatin · (166 Wo.)US                                                                                                  | Country1 (78 Wo.)Country | Erstveröffentlichung: 12. Juli 2011      |
| 2012 | Cheers, It’s Christmas       | US8 Gold · (44 Wo.)US | Country2 (31 Wo.)Country | Erstveröffentlichung: 2. Oktober 2012    |
| 2013 | Based on a True Story …      | US3 ×3Dreifachplatin · (130 Wo.)US                                                                                                | Country1 (86 Wo.)Country | Erstveröffentlichung: 26. März 2013      |
| 2014 | Bringing Back the Sunshine   | US1 Platin · (56 Wo.)US | Country1 (65 Wo.)Country | Erstveröffentlichung: 30. September 2014 |
| 2016 | If I’m Honest                | US3 Platin · (62 Wo.)US | Country1 (72 Wo.)Country | Erstveröffentlichung: 20. Mai 2016       |
| 2017 | Texoma Shore                 | US4 Gold · (29 Wo.)US | Country1 (38 Wo.)Country | Erstveröffentlichung: 3. November 2017   |
| 2021 | Body Language                | US18 (6 Wo.)US | Country3 (11 Wo.)Country | Erstveröffentlichung: 21. Mai 2021       |
| 2025 | For Recreational Use Only    | US46 (2 Wo.)US | Country8 (… Wo.)Country | Erstveröffentlichung: 9. Mai 2025        |

### Kompilationen
| Jahr | Titel                             | Höchstplatzierung, Gesamtwochen, AuszeichnungChartplatzierungen (Jahr, Titel, Platzierungen, Wochen, Auszeichnungen, Anmerkungen) | Höchstplatzierung, Gesamtwochen, AuszeichnungChartplatzierungen (Jahr, Titel, Platzierungen, Wochen, Auszeichnungen, Anmerkungen) | Anmerkungen                             |
| Jahr | Titel                             | US | Country | Anmerkungen                             |
| ---- | --------------------------------- | --- | --- | --------------------------------------- |
| 2010 | Loaded: The Best of Blake Shelton | US18 Platin · (174 Wo.)US | Country4 (78 Wo.)Country | Erstveröffentlichung: 9. November 2010  |
| 2012 | Original Album Series             | — | Country50 (4 Wo.)Country | Erstveröffentlichung: 2012              |
| 2015 | Reloaded: 20 #1 Hits              | US5 Gold · (215 Wo.)US | Country2 (390 Wo.)Country | Erstveröffentlichung: 23. Oktober 2025  |
| 2019 | Fully Loaded: God’s Country       | US2 Gold · (58 Wo.)US | Country1 (134 Wo.)Country | Erstveröffentlichung: 13. Dezember 2019 |

### EPs
| Jahr | Titel                              | Höchstplatzierung, Gesamtwochen, AuszeichnungChartplatzierungen (Jahr, Titel, Platzierungen, Wochen, Auszeichnungen, Anmerkungen) | Höchstplatzierung, Gesamtwochen, AuszeichnungChartplatzierungen (Jahr, Titel, Platzierungen, Wochen, Auszeichnungen, Anmerkungen) | Anmerkungen                           |
| Jahr | Titel                              | US | Country | Anmerkungen                           |
| ---- | ---------------------------------- | --- | --- | ------------------------------------- |
| 2008 | Blake Shelton: Collector’s Edition | US157 (2 Wo.)US | Country27 (12 Wo.)Country | Erstveröffentlichung: 2008            |
| 2010 | Hillbilly Bone                     | US3 (18 Wo.)US | Country2 (68 Wo.)Country | Erstveröffentlichung: 2. März 2010    |
| 2010 | All About Tonight                  | US6 (21 Wo.)US | Country1 (50 Wo.)Country | Erstveröffentlichung: 10. August 2010 |

### Singles als Leadmusiker
| Jahr | Titel Album                                                    | Höchstplatzierung, Gesamtwochen, AuszeichnungChartplatzierungen (Jahr, Titel, Album, Platzierungen, Wochen, Auszeichnungen, Anmerkungen) | Höchstplatzierung, Gesamtwochen, AuszeichnungChartplatzierungen (Jahr, Titel, Album, Platzierungen, Wochen, Auszeichnungen, Anmerkungen) | Anmerkungen                                                         |
| Jahr | Titel Album                                                    | US | Country | Anmerkungen                                                         |
| --- | -------------------------------------------------------------- | --- | --- | ------------------------------------------------------------------- |
| 2001 | Austin Blake Shelton                                           | US18 ×2Doppelplatin · (20 Wo.)US | Country1 (27 Wo.)Country | Erstveröffentlichung: 16. April 2001                                |
| 2001 | All Over Me Blake Shelton                                      | — | Country18 (21 Wo.)Country | Erstveröffentlichung: 15. Oktober 2001                              |
| 2002 | Ol’ Red Blake Shelton                                          | US— ×2DoppelplatinUS | Country14 (26 Wo.)Country | Erstveröffentlichung: 18. März 2001                                 |
| 2002 | The Baby The Dreamer                                           | US28 (20 Wo.)US | Country1 (24 Wo.)Country | Erstveröffentlichung: 28. Oktober 2002                              |
| 2003 | Heavy Liftin’ The Dreamer                                      | — | Country32 (13 Wo.)Country | Erstveröffentlichung: 2003                                          |
| 2003 | Playboys of the Southwestern World The Dreamer                 | — | Country24 (20 Wo.)Country | Erstveröffentlichung: 2003                                          |
| 2004 | When Somebody Knows You That Well Blake Shelton’s Barn & Grill | — | Country37 (12 Wo.)Country | Erstveröffentlichung: 2004                                          |
| 2004 | Some Beach Blake Shelton’s Barn & Grill                        | US28 Platin · (20 Wo.)US | Country1 (30 Wo.)Country | Erstveröffentlichung: 2. August 2004                                |
| 2005 | Goodbye Time Blake Shelton’s Barn & Grill                      | US73 (9 Wo.)US | Country10 (27 Wo.)Country | Erstveröffentlichung: 24. Januar 2005                               |
| 2005 | Nobody but Me Blake Shelton’s Barn & Grill                     | US60 (15 Wo.)US | Country4 (36 Wo.)Country | Erstveröffentlichung: 30. August 2005                               |
| 2006 | Don’t Make Me Pure BS                                          | US79 (6 Wo.)US | Country12 (31 Wo.)Country | Erstveröffentlichung: 21. November 2006                             |
| 2007 | The More I Drink Pure BS                                       | US— GoldUS | Country19 (27 Wo.)Country | Erstveröffentlichung: 3. Juli 2007                                  |
| 2008 | Home Pure BS                                                   | US41 Platin · (20 Wo.)US | Country1 (28 Wo.)Country | Erstveröffentlichung: 4. Februar 2008                               |
| 2008 | She Wouldn’t Be Gone Startin’ Fires                            | US43 Platin · (20 Wo.)US | Country1 (29 Wo.)Country | Erstveröffentlichung: 18. August 2008                               |
| 2009 | I’ll Just Hold On Startin’ Fires                               | US76 (14 Wo.)US | Country8 (32 Wo.)Country | Erstveröffentlichung: 23. Februar 2009                              |
| 2009 | Hillbilly Bone                                                 | US40 Platin · (20 Wo.)US | Country1 (25 Wo.)Country | Erstveröffentlichung: 24. Oktober 2009 feat. Trace Adkins           |
| 2010 | All About Tonight                                              | US37 Gold · (19 Wo.)US | Country1 (25 Wo.)Country | Erstveröffentlichung: 5. April 2010                                 |
| 2010 | Who Are You When I’m Not Looking All About Tonight             | US46 ×2Doppelplatin · (20 Wo.)US | Country1 (27 Wo.)Country | Erstveröffentlichung: 6. September 2010                             |
| 2011 | Honey Bee Red River Blue                                       | US13 ×4Vierfachplatin · (20 Wo.)US | Country1 (18 Wo.)Country | Erstveröffentlichung: 4. April 2011                                 |
| 2011 | God Gave Me You Red River Blue                                 | US22 ×5Fünffachplatin · (25 Wo.)US | Country1 (22 Wo.)Country | Erstveröffentlichung: 25. Juli 2011                                 |
| 2012 | Drink on It Red River Blue                                     | US39 Platin · (19 Wo.)US | Country1 (19 Wo.)Country | Erstveröffentlichung: 9. Januar 2012                                |
| 2012 | Over Red River Blue                                            | US43 Platin · (18 Wo.)US | Country1 (19 Wo.)Country | Erstveröffentlichung: 21. Mai 2012                                  |
| 2013 | Sure Be Cool If You Did Based on a True Story…                 | US24 ×3Dreifachplatin · (20 Wo.)US | Country1 (24 Wo.)Country | Erstveröffentlichung: 7. Januar 2013                                |
| 2013 | Boys ’Round Here Based on a True Story…                        | US12 ×5Fünffachplatin · (21 Wo.)US | Country2 (31 Wo.)Country | Erstveröffentlichung: 26. März 2013 feat. Pistol Annies and Friends |
| 2013 | Mine Would Be You Based on a True Story…                       | US28 ×2Doppelplatin · (20 Wo.)US | Country2 (26 Wo.)Country | Erstveröffentlichung: 22. Juli 2013                                 |
| 2014 | Doin’ What She Likes Based on a True Story…                    | US35 Platin · (17 Wo.)US | Country3 (22 Wo.)Country | Erstveröffentlichung: 6. Januar 2014                                |
| 2014 | My Eyes Based on a True Story…                                 | US39 Platin · (16 Wo.)US | Country4 (20 Wo.)Country | Erstveröffentlichung: 14. April 2014 feat. Gwen Sebastian           |
| 2014 | Neon Light Bringing Back the Sunshine                          | US43 Platin · (20 Wo.)US | Country3 (22 Wo.)Country | Erstveröffentlichung: 18. August 2014                               |
| 2014 | Lonely Tonight Bringing Back the Sunshine                      | US47 Platin · (17 Wo.)US | Country2 (23 Wo.)Country | Erstveröffentlichung: 17. November 2014 feat. Ashley Monroe         |
| 2015 | Sangria Bringing Back the Sunshine                             | US38 ×2Doppelplatin · (20 Wo.)US | Country3 (26 Wo.)Country | Erstveröffentlichung: 6. April 2015                                 |
| 2015 | Gonna Bringing Back the Sunshine                               | US54 Gold · (18 Wo.)US | Country4 (26 Wo.)Country | Erstveröffentlichung: 3. August 2015                                |
| 2016 | Came Here to Forget If I’m Honest                              | US36 Platin · (19 Wo.)US | Country2 (23 Wo.)Country | Erstveröffentlichung: 8. März 2016                                  |
| 2016 | Savior’s Shadow If I’m Honest                                  | — | Country50 (1 Wo.)Country | Erstveröffentlichung: 8. April 2016                                 |
| 2016 | She’s Got a Way with Words If I’m Honest                       | US61 Platin · (12 Wo.)US | Country8 (20 Wo.)Country | Erstveröffentlichung: 6. Juni 2016                                  |
| 2016 | A Guy with a Girl If I’m Honest                                | US42 Platin · (17 Wo.)US | Country3 (27 Wo.)Country | Erstveröffentlichung: 26. September 2016                            |
| 2017 | Every Time I Hear That Song If I’m Honest                      | US56 Gold · (11 Wo.)US | Country8 (26 Wo.)Country | Erstveröffentlichung: 20. Februar 2017                              |
| 2017 | I’ll Name the Dogs Texoma Shore                                | US56 Platin · (20 Wo.)US | Country6 (25 Wo.)Country | Erstveröffentlichung: 11. September 2017                            |
| 2018 | I Lived It Texoma Shore                                        | US63 Gold · (18 Wo.)US | Country8 (24 Wo.)Country | Erstveröffentlichung: 29. Januar 2018                               |
| 2018 | Turnin’ Me On Texoma Shore                                     | — | Country14 (20 Wo.)Country | Erstveröffentlichung: 30. Juli 2018                                 |
| 2019 | God’s Country Fully Loaded: God’s Country                      | US17 ×4Vierfachplatin · (23 Wo.)US | Country1 (26 Wo.)Country | Erstveröffentlichung: 29. März 2019                                 |
| 2019 | Hell Right Fully Loaded: God’s Country                         | US99 Gold · (1 Wo.)US | Country14 (20 Wo.)Country | Erstveröffentlichung: 16. August 2019 feat. Trace Adkins            |
| 2020 | Nobody but You Fully Loaded: God’s Country                     | US18 ×2Doppelplatin · (25 Wo.)US | Country2 (29 Wo.)Country | Erstveröffentlichung: 21. Januar 2020 feat. Gwen Stefani            |
| 2020 | Happy Anywhere Body Language                                   | US32 Platin · (22 Wo.)US | Country3 (26 Wo.)Country | Erstveröffentlichung: 24. Juli 2021 feat. Gwen Stefani              |
| 2021 | Minimum Wage Body Language                                     | US67 (12 Wo.)US | Country19 (26 Wo.)Country | Erstveröffentlichung: 15. Januar 2021                               |
| 2021 | Come Back as a Country Boy Body Language                       | US81 (13 Wo.)US | Country18 (29 Wo.)Country | Erstveröffentlichung: 4. Oktober 2021                               |
| 2022 | No Body –                                                      | — | Country25 (24 Wo.)Country | Erstveröffentlichung: 19. August 2022                               |
| 2024 | Texas For Recreational Use Only                                | US61 (9 Wo.)US | Country16 (24 Wo.)Country | Erstveröffentlichung: 15. November 2024                             |
| Folgende Lieder erschienen nicht als Single, wurden aber durch das Album zum Download und Streaming bereitgestellt und konnten somit eine Platzierung erlangen: |                                                                | | |                                                                     |
| |                                                                | | |                                                                     |
| 2010 | Kiss My Country Ass Hillbilly Bone                             | US— GoldUS | — |                                                                     |
| 2011 | I Won’t Back Down –                                            | US57 (1 Wo.)US | — | mit Dia Frampton                                                    |
| 2011 | Footloose Footloose (OST)                                      | US63 Gold · (2 Wo.)US | Country53 (6 Wo.)Country |                                                                     |
| 2012 | Jingle Bell Rock Cheers, It’s Christmas                        | — | Country37 (1 Wo.)Country | feat. Miranda Lambert                                               |
| 2012 | Home Cheers, It’s Christmas                                    | — | Country36 (2 Wo.)Country | mit Michael Bublé                                                   |
| 2013 | Steve McQueen The Complete Season 3 Collection                 | — | Country42 (1 Wo.)Country | mit Cassadee Pope                                                   |
| 2013 | Dude (Looks Like a Lady) –                                     | — | Country43 (1 Wo.)Country | mit Terry McDermott                                                 |
| 2013 | Ten Times Crazier Based on a True Story...                     | — | Country36 (1 Wo.)Country |                                                                     |
| 2013 | Do You Remember Based on a True Story...                       | — | Country42 (1 Wo.)Country |                                                                     |
| 2013 | Country on the Radio Based on a True Story...                  | — | Country49 (1 Wo.)Country |                                                                     |
| 2013 | Home (Live From Healing In The Heartland) –                    | — | Country36 (1 Wo.)Country | mit Usher                                                           |
| 2013 | Timber, I’m Falling in Love The Complete Season 4 Collection   | — | Country30 (1 Wo.)Country | mit Danielle Bradbery                                               |
| 2013 | Celebrity The Complete Season 4 Collection                     | — | Country47 (1 Wo.)Country | mit The Swon Brothers                                               |
| 2014 | A Country Boy Can Survive The Complete Season 6 Collection     | — | Country27 (1 Wo.)Country | mit Jake Worthington                                                |
| 2014 | Buzzin’ Bringing Back the Sunshine                             | — | Country44 (1 Wo.)Country | feat. RaeLynn                                                       |
| 2015 | Boots On The Complete Season 7 Collection                      | — | Country33 (1 Wo.)Country | mit Craig Wayne Boyd                                                |
| 2015 | Islands in the Stream The Complete Season 9 Collection         | — | Country19 (1 Wo.)Country | mit Emily Ann Roberts                                               |
| 2016 | Rhinestone Cowboy The Complete Season 9 Collection             | — | Country40 (1 Wo.)Country | mit Barrett Baber                                                   |
| 2016 | Go Ahead and Break My Heart If I’m Honest                      | US70 (1 Wo.)US | Country13 (4 Wo.)Country | feat. Gwen Stefani                                                  |
| 2016 | Straight Outta Cold Beer If I’m Honest                         | — | Country36 (1 Wo.)Country |                                                                     |
| 2016 | Treat Her Right The Complete Season 11 Collection              | — | Country24 (1 Wo.)Country | mit Sundance Head                                                   |
| 2016 | Bet You Still Think About Me –                                 | — | Country44 (1 Wo.)Country |                                                                     |
| 2017 | There’s a Tear in My Beer The Complete Season 12 Collection    | — | Country46 (1 Wo.)Country | mit Lauren Duski                                                    |
| 2017 | At the House Texoma Shore                                      | — | Country49 (1 Wo.)Country |                                                                     |
| 2019 | Jesus Got a Tight Grip Fully Loaded: God’s Country             | — | Country38 (1 Wo.)Country |                                                                     |

### Singles als Gastmusiker
| Jahr | Titel Album                     | Höchstplatzierung, Gesamtwochen, AuszeichnungChartplatzierungen (Jahr, Titel, Album, Platzierungen, Wochen, Auszeichnungen, Anmerkungen) | Höchstplatzierung, Gesamtwochen, AuszeichnungChartplatzierungen (Jahr, Titel, Album, Platzierungen, Wochen, Auszeichnungen, Anmerkungen) | Höchstplatzierung, Gesamtwochen, AuszeichnungChartplatzierungen (Jahr, Titel, Album, Platzierungen, Wochen, Auszeichnungen, Anmerkungen) | Höchstplatzierung, Gesamtwochen, AuszeichnungChartplatzierungen (Jahr, Titel, Album, Platzierungen, Wochen, Auszeichnungen, Anmerkungen) | Höchstplatzierung, Gesamtwochen, AuszeichnungChartplatzierungen (Jahr, Titel, Album, Platzierungen, Wochen, Auszeichnungen, Anmerkungen) | Höchstplatzierung, Gesamtwochen, AuszeichnungChartplatzierungen (Jahr, Titel, Album, Platzierungen, Wochen, Auszeichnungen, Anmerkungen) | Anmerkungen                                                                            |
| Jahr | Titel Album                     | DE | AT | CH | UK | US | Country | Anmerkungen                                                                            |
| ---- | ------------------------------- | --- | --- | --- | --- | --- | --- | -------------------------------------------------------------------------------------- |
| 2012 | Just a Fool Lotus               | — | — | — | — | US71 (2 Wo.)US | — | Erstveröffentlichung: 4. Dezember 2012 Christina Aguilera feat. Blake Shelton          |
| 2016 | Forever Country –               | — | — | — | — | US21 Gold · (4 Wo.)US | Country1 (18 Wo.)Country | Erstveröffentlichung: 16. September 2016 als Teil von „Artists of Then, Now & Forever“ |
| 2017 | You Make It Feel Like Christmas | DE33 (24 Wo.)DE | AT32 (21 Wo.)AT | CH40 (11 Wo.)CH | UK69 Silber · (7 Wo.)UK | US50 Platin · (1 Wo.)US | — | Erstveröffentlichung: 22. September 2017 Gwen Stefani feat. Blake Shelton              |
| 2017 | You Got It –                    | — | — | — | — | — | Country70 (1 Wo.)Country | Erstveröffentlichung: 2017 Chloe Kohanski & Blake Shelton                              |
| 2018 | You Look So Good in Love –      | — | — | — | — | — | Country47 (1 Wo.)Country | Erstveröffentlichung: 2018 Kirk Jay & Blake Shelton                                    |
| 2019 | Dive Bar Fun                    | — | — | — | — | US78 (5 Wo.)US | Country17 (35 Wo.)Country | Erstveröffentlichung: 18. Juni 2019 Garth Brooks feat. Blake Shelton                   |
| 2024 | Purple Irises Bouquet           | — | — | — | — | — | Country40 (1 Wo.)Country | Erstveröffentlichung: 9. Februar 2024 Gwen Stefani feat. Blake Shelton                 |
| 2024 | Pour Me a Drink F-1 Trillion    | — | — | — | UK34 Silber · (12 Wo.)UK | US12 Platin · (20 Wo.)US | Country3 (… Wo.)Country | Erstveröffentlichung: 21. Juni 2024 Post Malone feat. Blake Shelton                    |

### Videoalben
- 2005: Blake Shelton’s Barn and Grill (US: Gold)

## Auszeichnungen für Musikverkäufe
| Goldene Schallplatte - Brasilien - 2025: für die Single Pour Me a Drink - Kanada - 2014: für die Single Neon Light - 2014: für das Album Cheers It’s Christmas - 2015: für die Single Lonely Tonight - 2016: für die Single Doin’ What She Likes - 2016: für die Single My Eyes - 2016: für die Single She’s Got a Way With Words - 2017: für die Single A Guy with a Girl - 2017: für das Album If I’m Honest - 2019: für die Single I Lived It - 2020: für das Album Fully Loaded: God’s Country - 2020: für die Single Hell Right - 2025: für die Single Texas | Platin-Schallplatte - Kanada - 2014: für das Album Based on a True Story … - 2016: für die Single Sure Would Be Cool If You Did - 2016: für die Single Sangria - 2016: für die Single Mine Would Be You - 2017: für die Single Came Here to Forget - 2018: für die Single I’ll Name the Dogs - 2019: für die Single God’s Country - 2020: für die Single Nobody but You - 2021: für die Single Happy Anywhere 3× Platin-Schallplatte - Kanada - 2016: für die Single Boys ’Round Here |

Anmerkung: Auszeichnungen in Ländern aus den Charttabellen bzw. Chartboxen sind in ebendiesen zu finden.
| Land/RegionAuszeichnungen für Musikverkäufe (Land/Region, Auszeichnungen, Verkäufe, Quellen) | Silber     | Gold       | Platin       | Verkäufe   | Quellen             |
| -------------------------------------------------------------------------------------------- | ---------- | ---------- | ------------ | ---------- | ------------------- |
| Brasilien (PMB)                                                                              | —          | Gold1      | —            | 20.000     | pro-musicabr.org.br |
| Kanada (MC)                                                                                  | —          | 12× Gold12 | 12× Platin12 | 1.440.000  | musiccanada.com     |
| Vereinigte Staaten (RIAA)                                                                    | —          | 16× Gold16 | 60× Platin60 | 67.550.000 | riaa.com            |
| Vereinigtes Königreich (BPI)                                                                 | 2× Silber2 | —          | —            | 400.000    | bpi.co.uk           |
| Insgesamt                                                                                    | 2× Silber2 | 29× Gold29 | 72× Platin72 |            |                     |